# Jans der Enikel

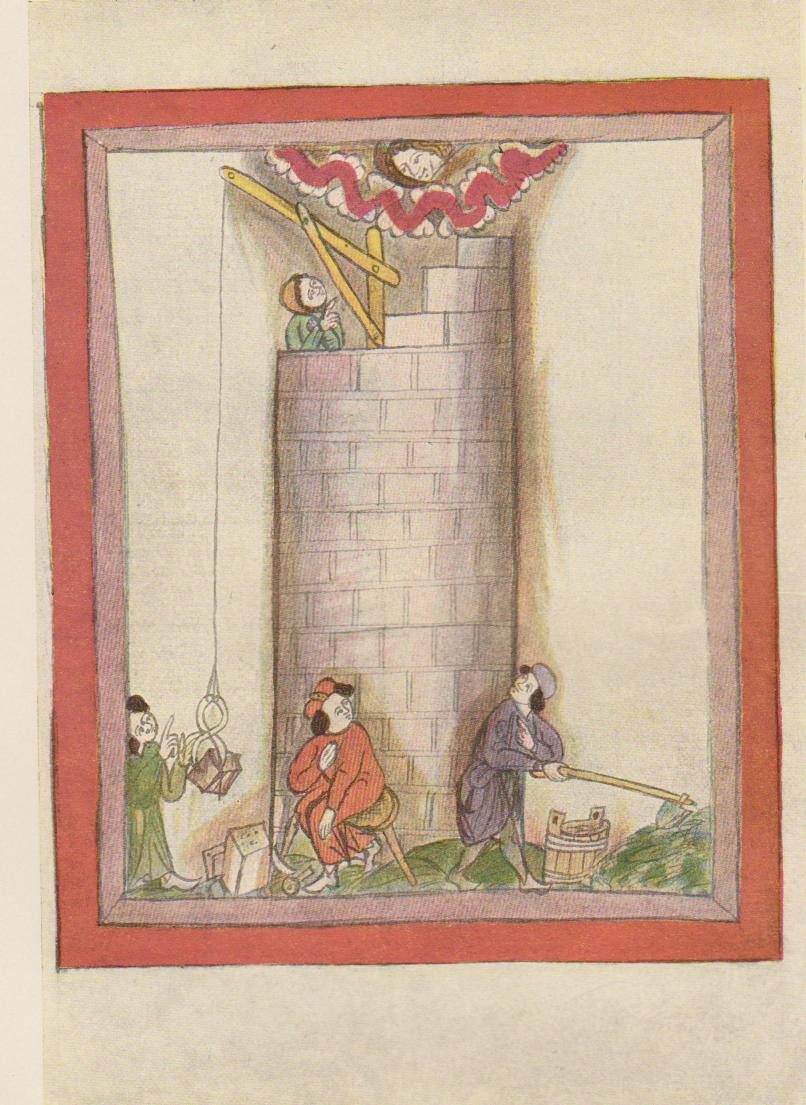
Escena de la Weltchronik de Jans der Enikel; Torre de Babel.

Jans der Enikel fue un historiador y poeta vienés de finales del siglo XIII.

## Biografía
Se calcula que nació entre 1230 y 1240.
Perteneció a la burguesía vienesa —la “rehten Wienner” como se hacían llamar— y frecuentaba los círculos de caballeros. Su conocimiento de los pormenores del comercio alemán de la época hacen suponer que era comerciante o realizaba actividades afines.
Las opiniones varían en cuanto a la fecha de inicio de sus actividades literarias; una opinión afirma que comenzó alrededor de 1270, cuando empezó a escribir su famosa obra Weltchronik.
Su fecha de fallecimiento se estima alrededor de 1290.

## Obras

### Weltchronik
Cuenta la historia del mundo desde la Creación hasta el siglo XIII, adoptando el estilo de sus fuentes, principalmente la Biblia y la tradición alemana de historiografía, extendiéndose hacia atrás hasta Annolied. La obra consta de un prólogo, la historia del Antiguo Testamento, la historia griega —concentrándose en la Guerra de Troya y las conquistas de Alejandro Magno y la historia del Imperio Romano.

### Fürstenbuch
Escrita en 1280, cuenta la historia fundacional de Viena, Austria bajo la Casa Babenberg, la genealogía de los duques y los anales de Austria.